# Judah Lewis
Judah Lewis (Cherry Hill, Nueva Jersey; 22 de mayo de 2001) es un actor estadounidense. 
Es conocido por interpretar a Caleb Barlow en la película Deliverance Creek, Denny Metz en la serie CSI: Cyber, Chris Moreno en la película Demolición, Tommy Eaton en la película Verano del 84, y Cole Johnson en la película de Netflix The Babysitter y su secuela The Babysitter: Killer Queen. También es conocido por interpretar a Connor Harper en  I See You de Netflix

## Biografía
Hijo de Hara y Mark Lewis también actores, Judah nació el 22 de mayo de 2001 en Cherry Hill, Nueva Jersey, Estados Unidos. Es de ascendencia judía. Comenzó a actuar en teatro cuando tenía cuatro años de edad.

## Carrera
En mayo de 2015, Lewis fue uno de los seis actores que hicieron la prueba para el papel principal de Spider-Man en el próximo reboot de la película titulado Spider-Man: Homecoming y a la vez formando parte del reparto del Universo cinematográfico de Marvel. Sin embargo, El 23 de junio de 2015, Sony y Marvel seleccionaron a Tom Holland para el papel.
Lewis interpretó a Chris Moreno en la película dramática Demolición, junto con Jake Gyllenhaal, Naomi Watts, y Chris Cooper. La película fue dirigida por Jean-Marc Vallée, que se estrenó el 10 de septiembre de 2015 en TIFF, antes de estrenarse en cines el 8 de abril de 2016, por Fox Searchlight Pictures.
Lewis interpretó al joven Johnny Utah en la película de suspenso y acción Point Break, junto con Édgar Ramírez, Luke Bracey, Teresa Palmer, y Ray Winstone. La película fue dirigida por Ericson Core, y fue estrenada el 25 de diciembre de 2015 por Warner Bros. Pictures.
En 2015, Lewis filmó un papel principal en la comedia de cine de terror The Babysitter junto con Samara Weaving, McG es el director de la película, que sería editada por New Line Cinema. Netflix adquirió la película terminada en diciembre de 2016 y se estrenó el 13 de octubre de 2017.
En 2018, Lewis coprotagonizó la película canadiense de terror y misterio Summer of 84. Lewis desempeñó un papel secundario en la película familiar de Netflix The Christmas Chronicles. En el 2019, coprotagonizó la película de suspenso I See You.
En 2020, repitió su papel principal en la secuela de comedia de terror The Babysitter: Killer Queen en Netflix. También repitió su papel de Teddy en la película secuela The Christmas Chronicles 2.

## Filmografía

### Películas
| Año  | Título                       | Papel              |
| ---- | ---------------------------- | ------------------ |
| 2014 | Deliverance Creek            | Caleb Barlow       |
| 2015 | Demolición                   | Chris Moreno       |
| 2015 | Point Break                  | Joven Johnny Utah  |
| 2017 | The Babysitter               | Cole Johnson       |
| 2018 | Summer of 84                 | Tommy «Eats» Eaton |
| 2018 | The Christmas Chronicles     | Teddy Pearce       |
| 2019 | I See You                    | Connor Harper      |
| 2020 | The Babysitter: Killer Queen | Cole Johnson       |
| 2020 | The Christmas Chronicles 2   | Teddy Pearce       |
| 2023 | Suitable Flesh               | Asa Waite          |

### Televisión
| Año  | Título          | Papel              | Notas        |
| ---- | --------------- | ------------------ | ------------ |
| 2015 | CSI: Cyber      | Denny Metz         | 1 episodio   |
| 2015 | Game of Silence | Gil Harris (joven) | '6 episodios |